# تي. جي. ماكغريغور
تي. جي. ماكغريغور (بالإنجليزية: T. J. MacGregor) (7 يونيو 1947، كاراكاس في فنزويلا)؛ كاتِبة وروائية أمريكية.

## روابط خارجية
- تي. جي. ماكغريغور على موقع IMDb (الإنجليزية)